# Георги Димитров (скиор)
Вижте пояснителната страница за други личности с името Георги Димитров.
Георги Димитров е български скиор, състезател по ски алпийски дисциплини.
Георги Димитров е роден на 10 април 1930 г. в Самоков. Между 1949 и 1962 г. е 23 пъти шампион на България във всички алпийски дисциплини. Участва на зимните олимпийски игри в Осло (1952), Кортина д'Ампецо (1956) и Скуо Вели (1960). През 1964 г. в Инсбрук е треньор. През 1959 г. става световен студентски шампион в слалома.
Най-добрите му класирания са 6-о място в алпийската комбинация, 13-о на слалом, 18-о на спускане и 7-о на гигантски слалом; първите 3 са постигнати на олимпийските игри в Кортина д'Ампецо през 1956 г., а 7-ото място в гигантския слалом – в Мадона ди Кампилио през 1957 г.
13-ото място на слалом остава най-доброто класиране на български състезател до 1980 година.